# 赵江涛 (1946年)
赵江涛（1946年1月—），男，汉族，河南汝州人，中华人民共和国政治人物，曾任河南省财政厅厅长，河南省政协副主席，第十届全国人大代表。